# مكاو أخضر كبير
مكاو أخضر كبير هو نوع من طائر المكاو يعيش في نيكاراغوا، هندوراس، كوستاريكا، بنما، كولومبيا والإكوادور.